# Torrelles de Llobregat
Torrelles de Llobregat – gmina w Hiszpanii, w prowincji Barcelona, w Katalonii, o powierzchni 13,89 km². W 2011 roku gmina liczyła 5740 mieszkańców.